# Функциональное уравнение
Функциональное уравнение — уравнение, выражающее связь между значением функции в одной точке с её значениями в других точках. Многие свойства функций можно определить, исследуя функциональные уравнения, которым эти функции удовлетворяют. Термин «функциональное уравнение» обычно используется для уравнений, несводимых простыми способами к алгебраическим уравнениям. Эта несводимость чаще всего обусловлена тем, что аргументами неизвестной функции в уравнении являются не сами независимые переменные, а некоторые данные функции от них.

## Примеры
Функциональному уравнению:
{\displaystyle f(s)=2^{s}\pi ^{s-1}\sin \left({\frac {\pi s}{2}}\right)\Gamma (1-s)f(1-s)},
где {\displaystyle \Gamma (z)} — гамма-функция Эйлера, удовлетворяет дзета-функция Римана {\displaystyle \zeta }.
Гамма-функция является единственным решением этой системы трёх уравнений:
{\displaystyle f(x)={f(x+1) \over x}}
{\displaystyle f(y)f\left(y+{\frac {1}{2}}\right)={\frac {\sqrt {\pi }}{2^{2y-1}}}f(2y)}
{\displaystyle f(z)f(1-z)={\pi  \over \sin(\pi z)}} (формула дополнения Эйлера)
Функциональное уравнение:
{\displaystyle f\left({az+b \over cz+d}\right)=(cz+d)^{k}f(z)},
где {\displaystyle a,b,c,d} являются целыми числами, удовлетворяющими равенству {\displaystyle ad-bc=1}, то есть:
{\displaystyle {\begin{vmatrix}a&b\\c&d\end{vmatrix}}\,=1},
определяет {\displaystyle f} как модулярную форму порядка {\displaystyle k}.
Функциональные уравнения Коши:
- {\displaystyle f(x+y)=f(x)+f(y)} — удовлетворяют все линейные однородные функции {\displaystyle f(x)=ax},
- {\displaystyle f(x+y)=f(x)f(y)} — удовлетворяют все показательные функции {\displaystyle f(x)=\exp \left(\alpha x\right)=a^{x}},
- {\displaystyle f(xy)=f(x)+f(y)} — удовлетворяют все логарифмические функции {\displaystyle f(x)=\alpha \log \left(x\right)=\log _{a}\left(x\right)},
- {\displaystyle f(xy)=f(x)f(y)} — удовлетворяют все степенные функции {\displaystyle f(x)=\exp \left(\alpha \log \left(x\right)\right)=x^{a}}.

Функциональные уравнения Коши приводятся друг к другу. Так, уравнение {\displaystyle f(x_{1}x_{2})=f(x_{1})f(x_{2})} приводится к уравнению {\displaystyle g(y_{1}+y_{2})=g(y_{1})+g(y_{2})} после замены {\displaystyle g(y)=\log \left|f(\exp y)\right|} (для этого, естественно, нужно, чтобы {\displaystyle f(x)} не была тождественным нулём).
В классе непрерывных функций и в классе монотонных функций приведённые решения — единственные, если не считать вырожденное решение {\displaystyle f(x)\equiv 0}. Однако в более широких классах функций возможны весьма экзотические решения, см. статью «Базис Гамеля».
Другие:
- {\displaystyle f(x+y)+f(x-y)=2[f(x)+f(y)]} — квадратичное уравнение или тождество параллелограмма, удовлетворяет {\displaystyle f(x)=kx^{2}},
- {\displaystyle f\left({\frac {x+y}{2}}\right)={\frac {f(x)+f(y)}{2}}} — уравнение Йенсена, удовлетворяют все линейные функции {\displaystyle f(x)=ax+b},
- {\displaystyle f(x+y)f(x-y)=f(x)^{2}} — уравнение Лобачевского (версия уравнения Йенсена), удовлетворяет {\displaystyle f(x)=ac^{x}},
- {\displaystyle f(x+y)+f(x-y)=2[f(x)f(y)]} — уравнение Даламбера,
- {\displaystyle f(h(x))=f(x)+1} — уравнение Абеля,
- {\displaystyle f(h(x))=cf(x)} — уравнение Шрёдера, решением является функция Кёнигса, связанная с функцией {\displaystyle \textstyle h(x)}.

## Рекуррентные соотношения
Частным видом функциональных уравнений является рекуррентное соотношение, содержащее неизвестную функцию от целых чисел и оператор сдвига.
Линейные рекуррентные соотношения:
{\displaystyle a(n)=\sum _{i=1,k}c_{i}\cdot a(n-i)}
(где {\displaystyle c_{1},c_{2},\dots ,c_{k}} — константы, не зависящие от {\displaystyle n}) имеют теорию, аналогом которой является теория линейных дифференциальных уравнений. Например, для линейного рекуррентного соотношения:
{\displaystyle a(n)=3a(n-1)+4a(n-2)},
достаточно найти два линейно независимых решения, все остальные решения будут их линейными комбинациями.
Чтобы найти эти решения, надо подставить в рекуррентное соотношение пробную функцию {\displaystyle a(n)=\lambda ^{n}} с неопределённым параметром {\displaystyle \lambda } и попробовать найти те {\displaystyle \lambda }, при которых будет удовлетворяться данное рекуррентное соотношение. Для приведённого примера получим квадратное уравнение {\displaystyle \lambda ^{2}=3\lambda +4} с двумя различными корнями {\displaystyle \lambda =-1} и {\displaystyle \lambda =4;} поэтому общим решением для данного рекуррентного соотношения будет формула {\displaystyle a(n)=d_{1}4^{n}+d_{2}(-1)^{n}} (константы {\displaystyle d_{1}} и {\displaystyle d_{2}} подбираются так, чтобы при {\displaystyle n=1} и {\displaystyle n=2} формула давала нужные значения для величин {\displaystyle a(1)} и {\displaystyle a(2)}). В случае кратных корней многочлена дополнительными пробными решениями служат функции {\displaystyle n\lambda ^{n},} {\displaystyle n^{2}\lambda ^{n}} и так далее.
Одним из широко известных рекуррентных соотношений является {\displaystyle a(n)=a(n-1)+a(n-2)}, определяющее последовательность Фибоначчи.

## Решение функциональных уравнений
Существуют некоторые общие методы решения функциональных уравнений.
В частности, полезным может оказаться применение понятия об инволюции, то есть, использование свойств функций, для которых {\displaystyle f(f(x))=x}; простейшие инволюции:
{\displaystyle f(x)=-x}, {\displaystyle f(x)={\frac {1}{x}}}, {\displaystyle f(x)={\frac {1}{1-x}}+1}, {\displaystyle f(x)=1-x}.

#### Функциональныйметод решения уравнений.
Рассмотрение и использование инволюции.
| Решить уравнение {\displaystyle f{\left(x\right)}\cdot {f{\left({\dfrac {1}{1-x}}\right)}}={\dfrac {1-x}{x}}}. |
| --- |
| Шаг 0 Введём в рассмотрение функцию {\displaystyle \tau (x)={\dfrac {1}{1-x}}}. Вычислим {\displaystyle {\tau }^{2}(x)}. У нас получится: {\displaystyle {\tau }^{2}(x)={\dfrac {1}{1-{\dfrac {1}{1-x}}}}={\dfrac {1-x}{1-x-1}}={\dfrac {x-1}{x}}={\tau }^{-1}(x).} Значит, {\displaystyle {\tau }^{3}(x)=x}. Шаг 1 Уравнение перепишется в виде: {\displaystyle f{\left(x\right)}\cdot {f{\left(\tau (x)\right)}}=-{\tau }^{-1}(x)}. Шаг 2 Подставим везде, где есть {\displaystyle x}, функцию {\displaystyle {\tau }^{-1}(x)}. Получим: {\displaystyle f{\left({\tau }^{-1}(x)\right)}\cdot {f{\left(\tau ({\tau }^{-1}(x))\right)}}=-{\tau }^{-1}({\tau }^{-1}(x))\Longrightarrow f{\left({\tau }^{-1}(x)\right)}\cdot {f{\left(x\right)}}=-{\tau }^{-2}(x).} Но так как {\displaystyle {\tau }^{2}(x)={\tau }^{-1}(x)}, то {\displaystyle {\tau }^{-2}(x)={\tau }(x)}. Поэтому {\displaystyle f{\left({\tau }^{-1}(x)\right)}\cdot {f{\left(x\right)}}=-{\tau }(x)}. Шаг 3 Теперь из результатов Шага 1 и Шага 2 делаем простой вывод: {\displaystyle f(x)={\dfrac {-{\tau (x)}}{f{\left({\tau }^{-1}(x)\right)}}}={\dfrac {{-{\tau }}^{-1}(x)}{f{\left({\tau }(x)\right)}}}.} Шаг 4 Подставим везде, где есть {\displaystyle x}, функцию {\displaystyle {\tau }(x)}. Имеем: {\displaystyle f{\left({\tau }^{-1}(x)\right)}={\dfrac {-x}{f{\left({\tau }(x)\right)}}}={\dfrac {{-{\tau }}(x)}{f{\left(x\right)}}}.} Шаг 5 Наконец, {\displaystyle {\begin{cases}{\begin{array}{rcrcc}{\dfrac {-x}{f{\left({\tau }(x)\right)}}}={\dfrac {{-{\tau }}(x)}{f{\left(x\right)}}},\\f{\left(x\right)}\cdot {f{\left(\tau (x)\right)}}=-{\tau }^{-1}(x)\end{array}}\end{cases}}\Longrightarrow {\begin{cases}{\begin{array}{rcrcc}{f{\left({\tau }(x)\right)}}={\dfrac {{\left(-x\right)}\cdot {f{\left(x\right)}}}{{-{\tau }}(x)}},\\f{\left(x\right)}\cdot {f{\left(\tau (x)\right)}}=-{\tau }^{-1}(x)\end{array}}\end{cases}}.} Шаг 6 Подставим выражение {\displaystyle {f{\left({\tau }(x)\right)}}} во вторую строчку системы. Итак, {\displaystyle f{\left(x\right)}\cdot {\dfrac {{\left(-x\right)}\cdot {f{\left(x\right)}}}{{-{\tau }}(x)}}=-{\tau }^{-1}(x)\Longleftrightarrow f{\left(x\right)}\cdot f{\left(x\right)}={\dfrac {{-{\tau }}(x)\cdot {{\tau }^{-1}{\left(x\right)}}}{x}}.} Ответ: {\displaystyle f{\left(x\right)}=\pm {\sqrt {\dfrac {{-{\tau }}(x)\cdot {{\tau }^{-1}{\left(x\right)}}}{x}}}=\pm {\dfrac {1}{x}}}, или {\displaystyle f{\left(x\right)}={\dfrac {1}{x}}\,\&\,x\neq 0.} |

#### Применимвычислительныйметод.
Пример 1. Для решения уравнения:
{\displaystyle f(x+y)^{2}=f(x)^{2}+f(y)^{2}}
для всех {\displaystyle x,y\in \mathbb {R} } и {\displaystyle f:\mathbb {R} \to \mathbb {R} }, положим {\displaystyle x=y=0}: {\displaystyle f(0)^{2}=f(0)^{2}+f(0)^{2}}. Тогда {\displaystyle f(0)^{2}=0} и {\displaystyle f(0)=0}. Далее, положив {\displaystyle y=-x}:
{\displaystyle f(x-x)^{2}=f(x)^{2}+f(-x)^{2}}
{\displaystyle f(0)^{2}=f(x)^{2}+f(-x)^{2}}
{\displaystyle 0=f(x)^{2}+f(-x)^{2}}
Квадрат вещественного числа неотрицателен, и сумма неотрицательных чисел равна нулю тогда и только тогда, когда оба числа равны 0. Значит {\displaystyle f(x)^{2}=0} для всех {\displaystyle x} и {\displaystyle f(x)\equiv 0} является единственным решением этого уравнения.

#### Другим методом являетсяметодзамены.
Пример 2. Решить: {\displaystyle f\left({\dfrac {x-3}{x+1}}\right)+f\left({\dfrac {x+3}{1-x}}\right)=x}.
Ясно, что {\displaystyle x\notin \left\{-1;\,1\right\}}.
Решить такое уравнение — значит отыскать функцию {\displaystyle f(x)}.
Введём обозначения: {\displaystyle {\dfrac {x-3}{x+1}}\leftrightharpoons g\left(x\right)}, а {\displaystyle {\dfrac {x+3}{1-x}}\leftrightharpoons h\left(x\right)}.
Тогда исходное уравнение приобретёт вид
{\displaystyle f\left(g\left(x\right)\right)+f\left(h\left(x\right)\right)=x.}
Функции {\displaystyle g\left(x\right)} и {\displaystyle h\left(x\right)} связаны равенством
{\displaystyle g\left(h\left(x\right)\right)=h\left(g\left(x\right)\right)=x.}
Кроме того, выполняются соотношения:
{\displaystyle g\left(g\left(x\right)\right)=h\left(x\right),\quad h\left(h\left(x\right)\right)=g\left(x\right).}
Значит, подставим по отдельности {\displaystyle g\left(x\right)} и {\displaystyle h\left(x\right)} в уравнение {\displaystyle f\left(g\left(x\right)\right)+f\left(h\left(x\right)\right)=x}.
Получим систему:
{\displaystyle {\begin{cases}f\left(x\right)+f\left(g\left(x\right)\right)=h\left(x\right),\\f\left(h\left(x\right)\right)+f\left(x\right)=g\left(x\right).\end{cases}}}
Откуда будем иметь {\displaystyle 2\cdot f\left(x\right)+f\left(g\left(x\right)\right)+f\left(h\left(x\right)\right)=g\left(x\right)+h\left(x\right)}.
Или, что то же самое, {\displaystyle 2\cdot f\left(x\right)+x=g\left(x\right)+h\left(x\right)}.
Следовательно, {\displaystyle f\left(x\right)={\dfrac {g\left(x\right)+h\left(x\right)-x}{2}}={\dfrac {x^{3}+7x}{2-2x^{2}}}} при {\displaystyle x\notin \left\{-1;\,1\right\}}.

##### Введениенеопределённых коэффициентов.
Это один из способов реализации алгебраического метода замены. Признак выбора указанного способа: по внешнему виду уравнения можно определить общий вид искомой функции (относится, прежде всего, к тем случаям, когда решения уравнений следует искать среди целых и дробно-рациональных функций).
Пример 3. Пусть функция {\displaystyle f} определена при всех действительных {\displaystyle x} и удовлетворяет при всех {\displaystyle x\in \mathbb {R} } условию {\displaystyle 2\cdot f{\left(x\right)}+{f{\left(1-{x}\right)}}=x^{2}}. Найдите {\displaystyle f{\left(x\right)}}.
Так как в левой части уравнения над независимой переменной {\displaystyle x} и значениями функции {\displaystyle f} выполняются только линейные операции, а правая часть уравнения — квадратичная функция, то естественно предположить, что искомая функция, возможно, также квадратичная: {\displaystyle f{\left(x\right)}=ax^{2}+bx+c}, где {\displaystyle a}, {\displaystyle b} и {\displaystyle c} — коэффициенты, подлежащие определению, т. е. неопределённые коэффициенты.
Подставляя функцию в уравнение, приходим к тождеству: {\displaystyle 2\cdot {\left(ax^{2}+bx+c\right)}+a\cdot {\left(1-{x}\right)}^{2}+b\cdot {\left(1-{x}\right)}+c={x}^{2}}, или, что то же самое, {\displaystyle 3ax^{2}+\left(b-2a\right)x+{\left(a+b+3c\right)}={x}^{2}}.
Два многочлена будут тождественно равны, если равны коэффициенты при одинаковых степенях переменной: {\displaystyle {\begin{cases}3a=1,\\b-2a=0,\\a+b+3c=0\end{cases}}}.
Из этой системы находим коэффициенты {\displaystyle a={\dfrac {1}{3}}}, {\displaystyle b={\dfrac {2}{3}}} и {\displaystyle c=-{\dfrac {1}{3}}}, а вместе с этим и функцию {\displaystyle f{\left(x\right)}={\dfrac {1}{3}}\left(x^{2}+2x-1\right)}, являющуюся искомым решением функционального уравнения.
Докажем приведением к нелепости, что других решений нет. Предположим, что функция {\displaystyle \psi }, отличная от {\displaystyle f}, на множестве всех действительных чисел также удовлетворяет условию задачи. Тогда существует такое {\displaystyle x_{0}\in \mathbb {R} }, что {\displaystyle \psi {\left(x_{0}\right)}\neq f{\left(x_{0}\right)}}. Значит, при {\displaystyle x=x_{0}} и {\displaystyle x=1-x_{0}} должны выполняться равенства: {\displaystyle 2\cdot \psi {\left(x_{0}\right)}+\psi {\left(1-x_{0}\right)}={\left(x_{0}\right)}^{2}} и {\displaystyle 2\cdot \psi {\left(1-x_{0}\right)}+\psi {\left(x_{0}\right)}={\left(1-x_{0}\right)}^{2}}, из которых следует, что {\displaystyle \psi {\left(x_{0}\right)}={\dfrac {1}{3}}\left({\left(x_{0}\right)}^{2}+2{x_{0}}-1\right)=f{\left(x_{0}\right)}}, что невозможно по допущению. Полученное противоречие опровергает сделанное предположение.
Следовательно, задача имеет единственное решение. Ответ: {\displaystyle f{\left(x\right)}={\dfrac {1}{3}}\left(x^{2}+2x-1\right)}, {\displaystyle x\in \mathbb {R} }.

#### Наконец, можно говорить ометодетождественных преобразований.
Пример 4. Решить уравнение {\displaystyle f{\left(x\right)}=2x-{f{\left(1-{\dfrac {1}{x}}\right)}}}.
Рассмотрим правило {\displaystyle f{\left({\mathcal {A}}\right)}=2\cdot {\mathcal {A}}-{f{\left(1-{\dfrac {1}{\mathcal {A}}}\right)}}}, где {\displaystyle {\mathcal {A}}} — произвольное математическое выражение. Продолжим "цепочку":
{\displaystyle f{\left(x\right)}=2x-{f{\left(1-{\dfrac {1}{x}}\right)}}=2x-\left[2\cdot \left(1-{\dfrac {1}{x}}\right)-{f{\left(1-{\dfrac {1}{1-{\dfrac {1}{x}}}}\right)}}\right]\Longleftrightarrow f{\left(x\right)}=2x-2+{\dfrac {2}{x}}+{f{\left({\dfrac {1}{x}}\right)}}}.
Или: {\displaystyle f{\left(x\right)}=2x-2+{\dfrac {2}{x}}+{f{\left({\dfrac {1}{x}}\right)}}=2x-2+{\dfrac {2}{x}}+\left\{2\cdot {\dfrac {1}{1-x}}-{f{\left(1-{\dfrac {1}{\dfrac {1}{1-x}}}\right)}}\right\}\Longleftrightarrow f{\left(x\right)}=2x-2+{\dfrac {2}{x}}+{\dfrac {2}{1-x}}-{f{\left(x\right)}}}.
Последнее эквивалентно равенству {\displaystyle f{\left(x\right)}=x-1+{\dfrac {1}{x}}-{\dfrac {1}{x-1}}} при {\displaystyle x\notin \left\{0;\,1\right\}}, причём {\displaystyle f{\left(0\right)}={\mathcal {C}}\;\And \;f{\left(1\right)}=2-{\mathcal {C}}}, где {\displaystyle {\mathcal {C}}\in \mathbb {R} }.
Эта задача легко решается функциональным методом с элементами метода замены.